# Zgrada Lovrić u Sisku
Zgrada Lovrić, zgrada u Sisku na adresi Rimska ulica 7, zaštićeno kulturno dobro.

## Opis dobra
Jednostavna stambena jednokatnica pačetvorinastog tlocrta smještena na lijevoj obali rijeke Kupe u Sisku. Građena 1856. god. Prizemlje se tlocrtno prema dvorištu nastavlja stubištem na sjevernoj strani kuće. Konstrukcija podruma je pruska kapa, u prizemlju bačvasti svod, a na katu drveni grednik sakriven žbukom. Simetrično ulično pročelje raščlanjeno je s pet prozorskih osi i središnjom vežom, koju natkriva balkonski istak. Zid između otvora prizemlja i jednostavnog razdijelnog vijenca sadrži motiv slijepih lukova s lunetama, dok su na zidu prvog kata do istaknutog krovnog vijenca četiri kanelirana pilastra s dorskim kapitelima. Dvostrešno krovište pokriveno je biber crijepom.

## Zaštita
Pod oznakom Z-4130 zavedena je kao nepokretno kulturno dobro - pojedinačno, pravna statusa zaštićena kulturnog dobra, klasificirano kao "profana graditeljska baština".